# AHC Toblach - Dobbiaco
L'AHC Toblach - Dobbiaco est un club de hockey sur glace basé à Dobbiaco dans le Trentin-Haut-Adige en Italie. Il évolue dans l'IHL, le deuxième niveau italien.

## Historique
Le club est fondé en 1930. L'équipe est surnommé les Icebears. Il évolue dans l'IHL, le deuxième niveau italien.

## Palmarès
- Vainqueur de la Serie C/IHL - Div. I: 1990, 2009, 2011, 2021.